# Sasima amplifolia
Sasima amplifolia är en insektsart som först beskrevs av Walker, F. 1870.  Sasima amplifolia ingår i släktet Sasima och familjen vårtbitare. Inga underarter finns listade i Catalogue of Life.